# IC 4369
IC 4369 — компактная вытянутая спиральная галактика типа Sbc в созвездии Гончие Псы.
Этот объект входит в число перечисленных в оригинальной редакции «Нового общего каталога».